# Beintza-Labaien
Beintza-Labaien är en kommun i Spanien.   Den ligger i provinsen Provincia de Navarra och regionen Navarra, i den nordöstra delen av landet, 300 km nordost om huvudstaden Madrid. Antalet invånare är 242. Arean är 28,1 kvadratkilometer.
Terrängen i Beintza-Labaien är huvudsakligen kuperad.